# Miloslavov
Miloslavov (in ungherese Annamajor) è un comune della Slovacchia facente parte del distretto di Senec, nella regione di Bratislava.